# Kroatisches Nationaltheater in Zagreb

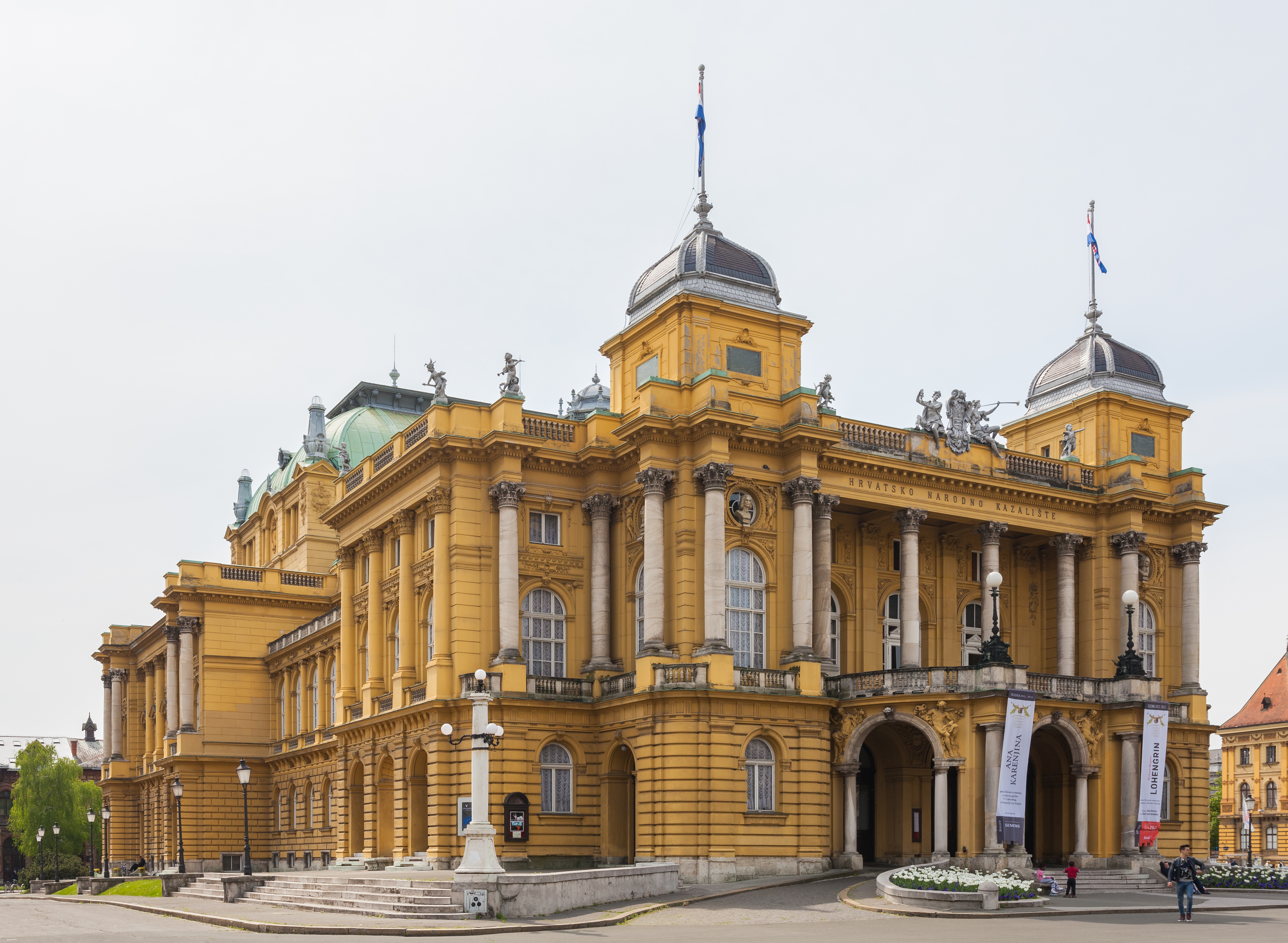
Kroatisches Nationaltheater Zagreb

Das Kroatische Nationaltheater (kroatisch Hrvatsko Narodno Kazalište, HNK) befindet sich in der kroatischen Hauptstadt Zagreb. Das aktuell genutzte neubarocke Gebäude nach Entwürfen von Fellner & Helmer wurde 1895 von Franz Joseph I. eröffnet.

## Geschichte
Das Zagreber kroatische Theater entstand aus der örtlichen deutschen Theatergeschichte. Erste öffentliche Theateraufführungen in deutscher Sprache wurden von der Wandertruppe von Ignatz Bartsch 1784 aufgeführt, u. a. das Lustspiel der „Schneider und sein Sohn“. Im Herbst 1784 durfte die Truppe im Refektorium des verlassenen Klarissenklosters spielen. Bischof Maximilian Vrhovac löste die Kirche Hl. Dreifaltigkeit auf, um dort Theater spielen zu lassen. Ab 1797 wurde Theater im Palais des Grafen Anton Pejačević gegeben, das nach dem Zagreber Obergespan Amadéos Theater genannt wurde. Heute befindet sich dort das Zagreber Naturkundemuseum. Die Prinzipale Heinrich und Karl Börnstein setzten sich 1839–41 besonders für die Etablierung eines illyrischen Nationaltheaters ein. Im August 1833 wurde der Grundstein für ein neues Theater am Platz des Hl. Markus gelegt. Dieses Theater das heute nicht erhalten ist, hatte drei Logenränge und einen Bühne mit Schnürboden.
Nach schlechten Erfahrungen mit häufig wechselnden Prinzipalen entschied sich das Theaterkomitee dazu, die Leitung selbst zu übernehmen. Nun wurden auch verstärkt kroatischsprachige Abende veranstaltet. In den 1860er Jahren ging die örtliche deutsche Theatergeschichte zu Ende und es wurden nur noch kroatischsprachige Stücke gegeben.
Im Jahr 1870 wurde eine nationale Operngesellschaft gegründet. In den Städten Split, Rijeka, Osijek und Varaždin wurden ebenfalls kroatische Nationaltheater erbaut. Das Theater zog im Jahr 1895 in das bis in die Gegenwart genutzte Gebäude. Auch der Österreichisch-Ungarische Kaiser Franz Joseph I. nahm an der Einweihung des neuen Prachtgebäudes teil. Das Gebäude wurde von den Wiener Architekten Ferdinand Fellner und Hermann Helmer entworfen (siehe Büro Fellner & Helmer), die für zahlreiche Theaterbauten in ganz Europa verantwortlich zeichneten. Das Zagreber Theater ist weitgehend baugleich mit dem Opernhaus Zürich (1891) und dem 1892/94 errichteten Hoftheater in Wiesbaden, heute Hessisches Staatstheater Wiesbaden.
Einige der bedeutendsten kroatischen Künstler arbeiteten in diesem Theater: Ivan Zajc war der erste Theaterintendant. Jakov Gotovac leitete die Oper von 1923 bis 1958. Der bedeutende kroatische Regisseur Branko Gavella begann ebenso wie die erste kroatische Primaballerina Mia Čorak Slavenska und die international bekannte Mezzosopranistin Dunja Vejzovic dort ihre Karrieren. Im Theater traten die folgenden international bekannten Künstler auf: Franz Liszt, Sarah Bernhardt, Franz Lehár, Richard Strauss, Gérard Philipe, Vivien Leigh, Laurence Olivier, Jean-Louis Barrault, Peter Brook, Mario del Monaco und viele andere.

## Galerie

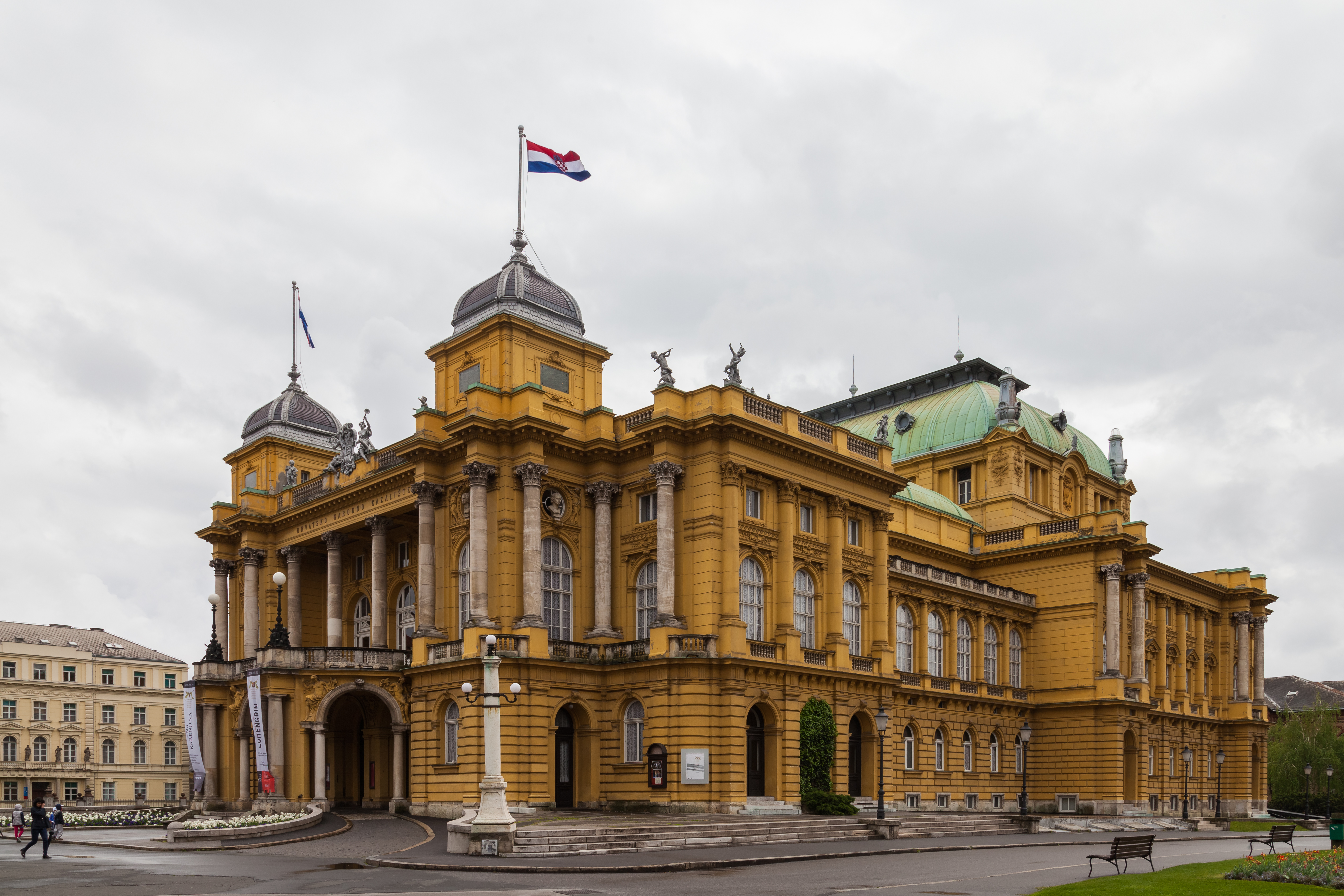
Westansicht des Theaters
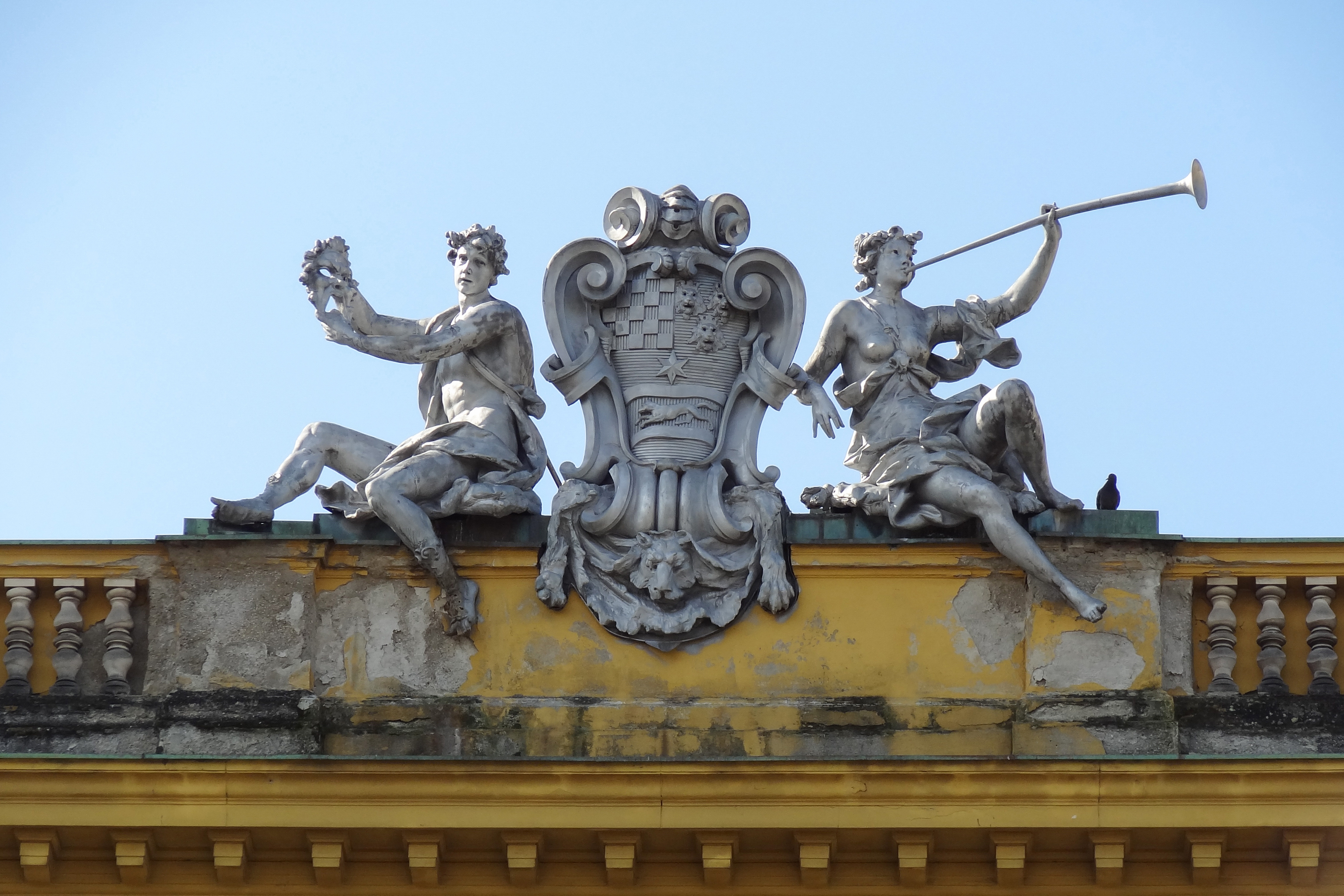
Statuen am Dach des Gebäudes
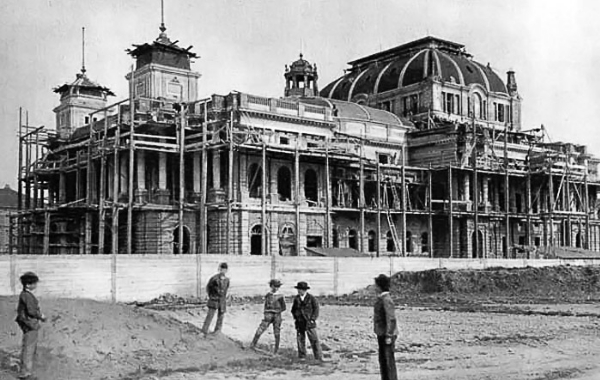
Das Theater während der Bauphase 1894
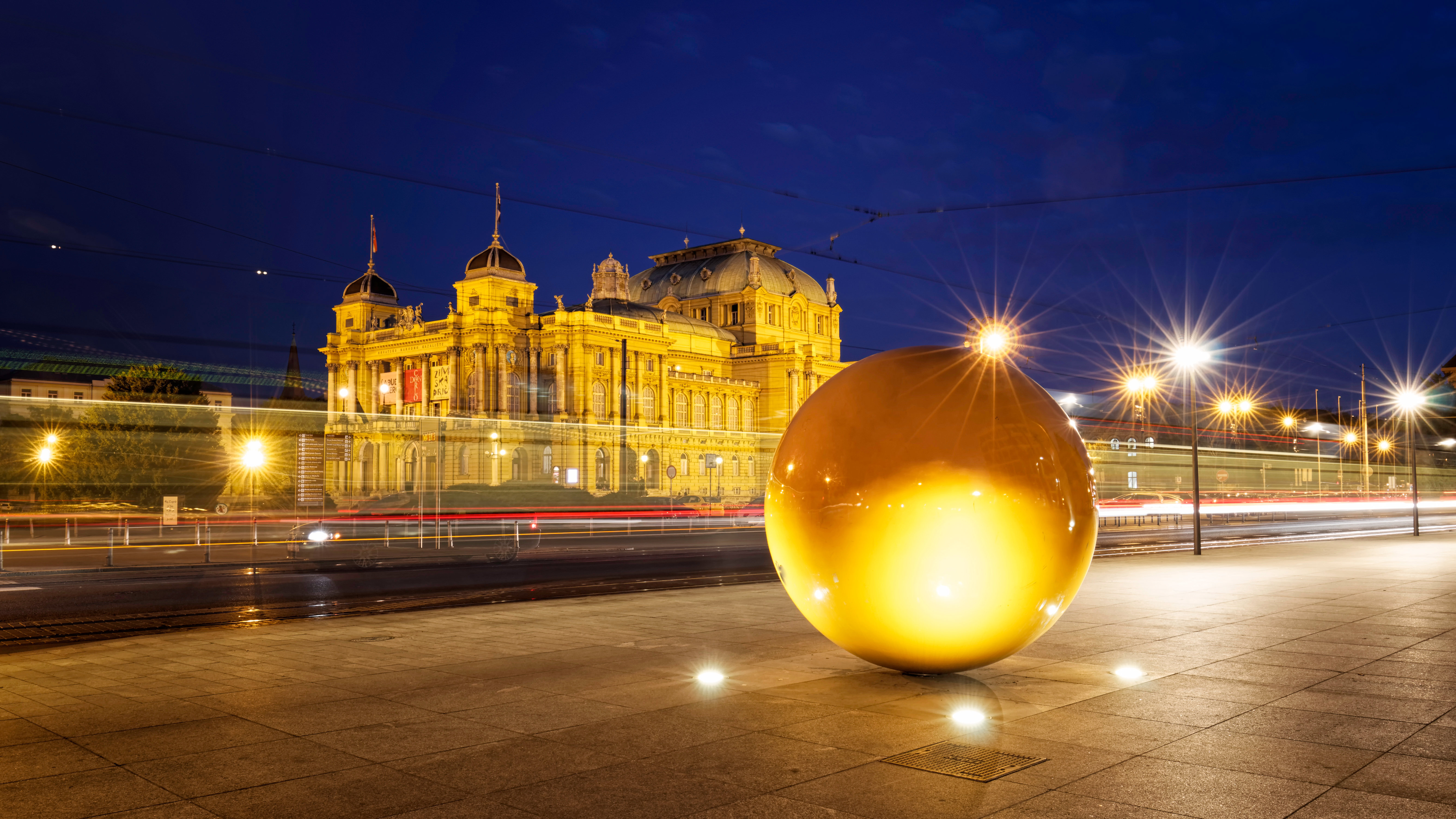
Das Theater während der Nacht
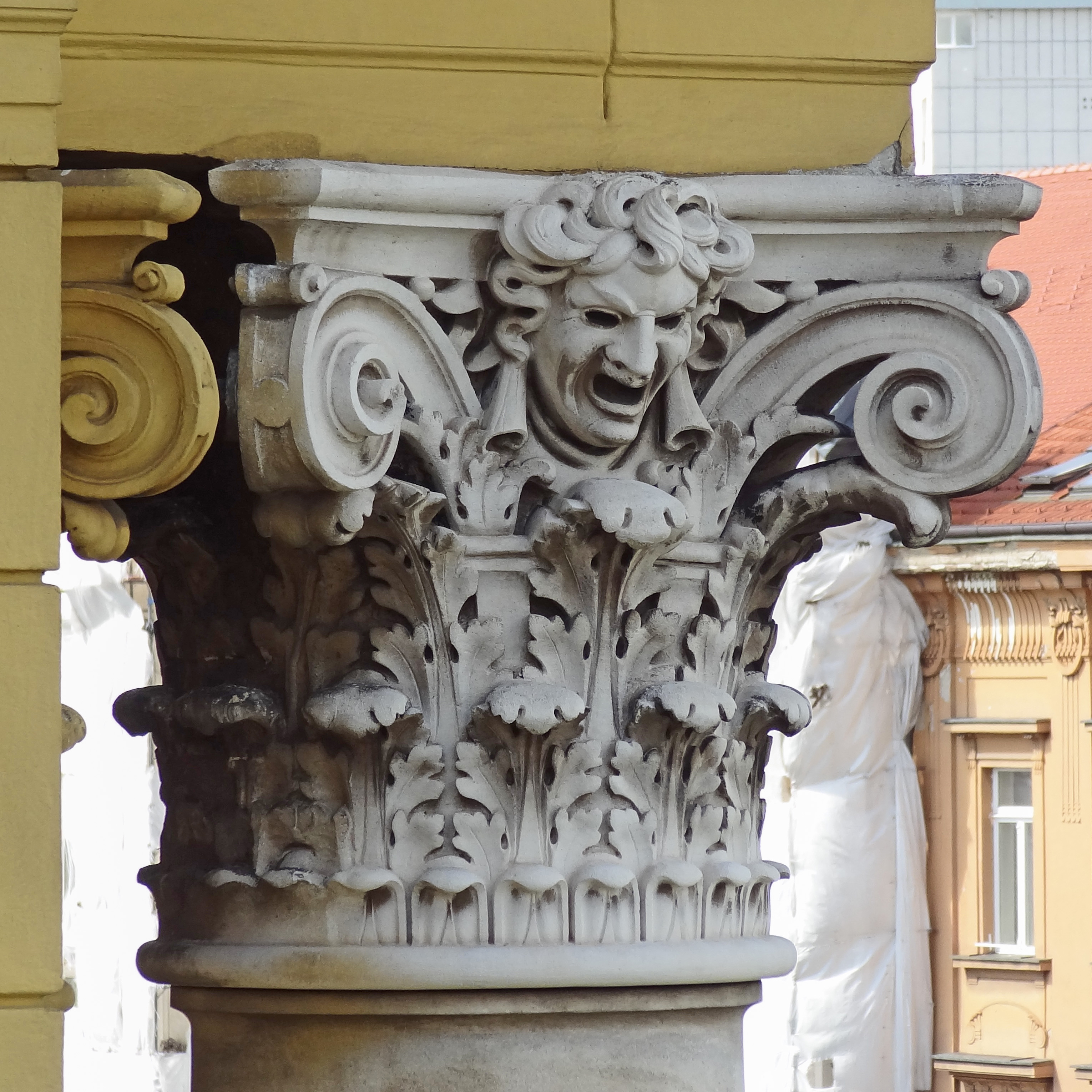
Säulendetail
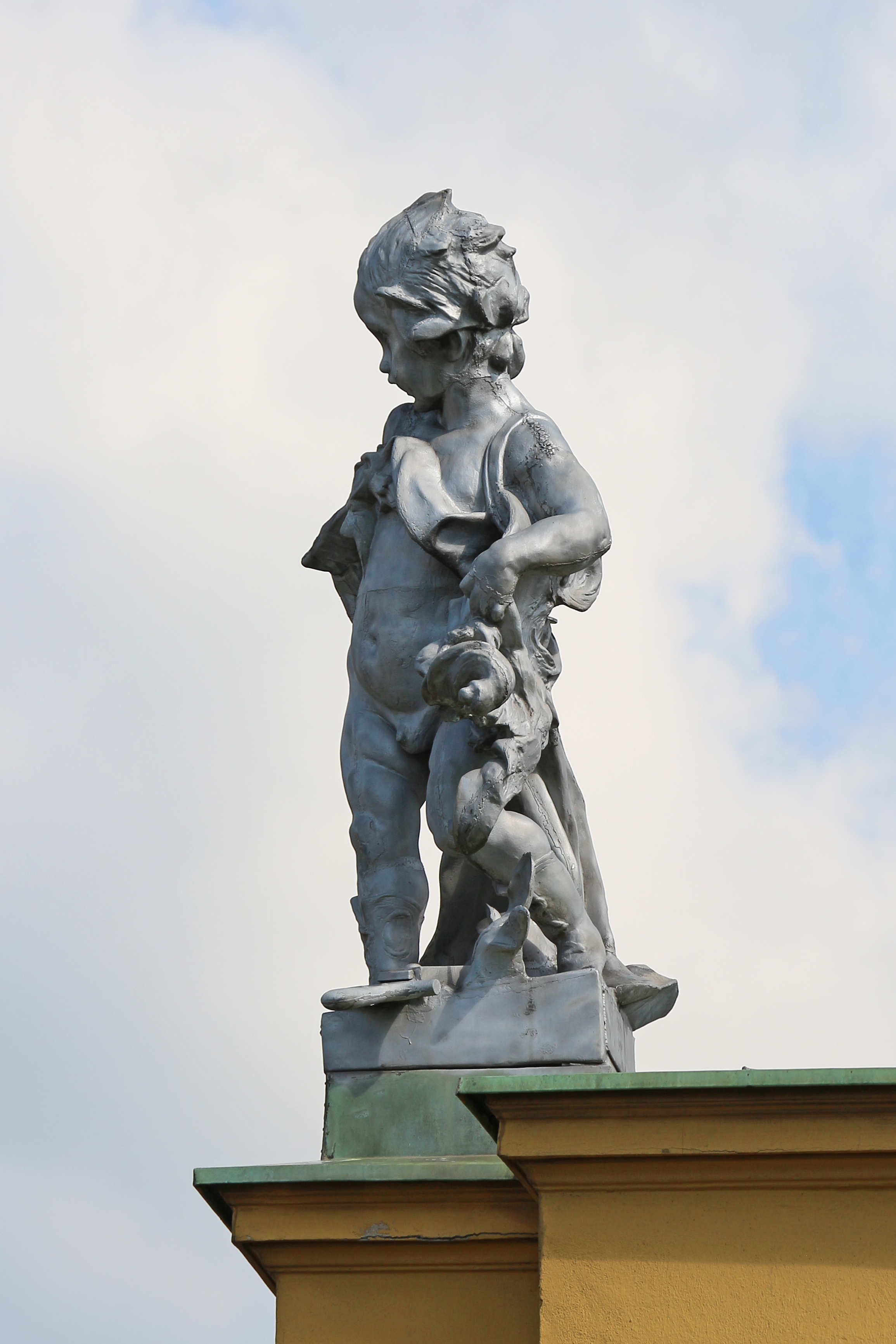
Amor Statue
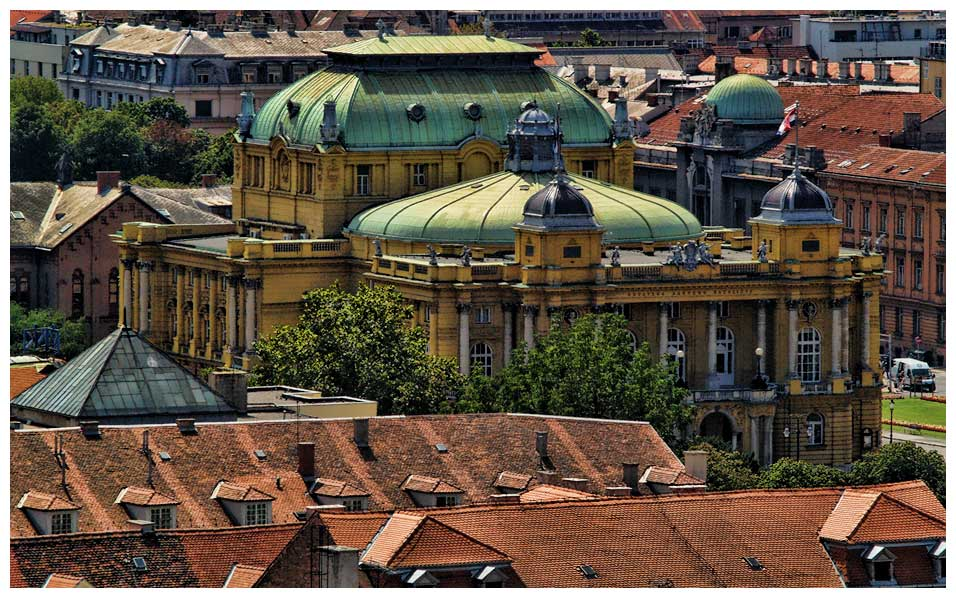
HNK aus der Ferne
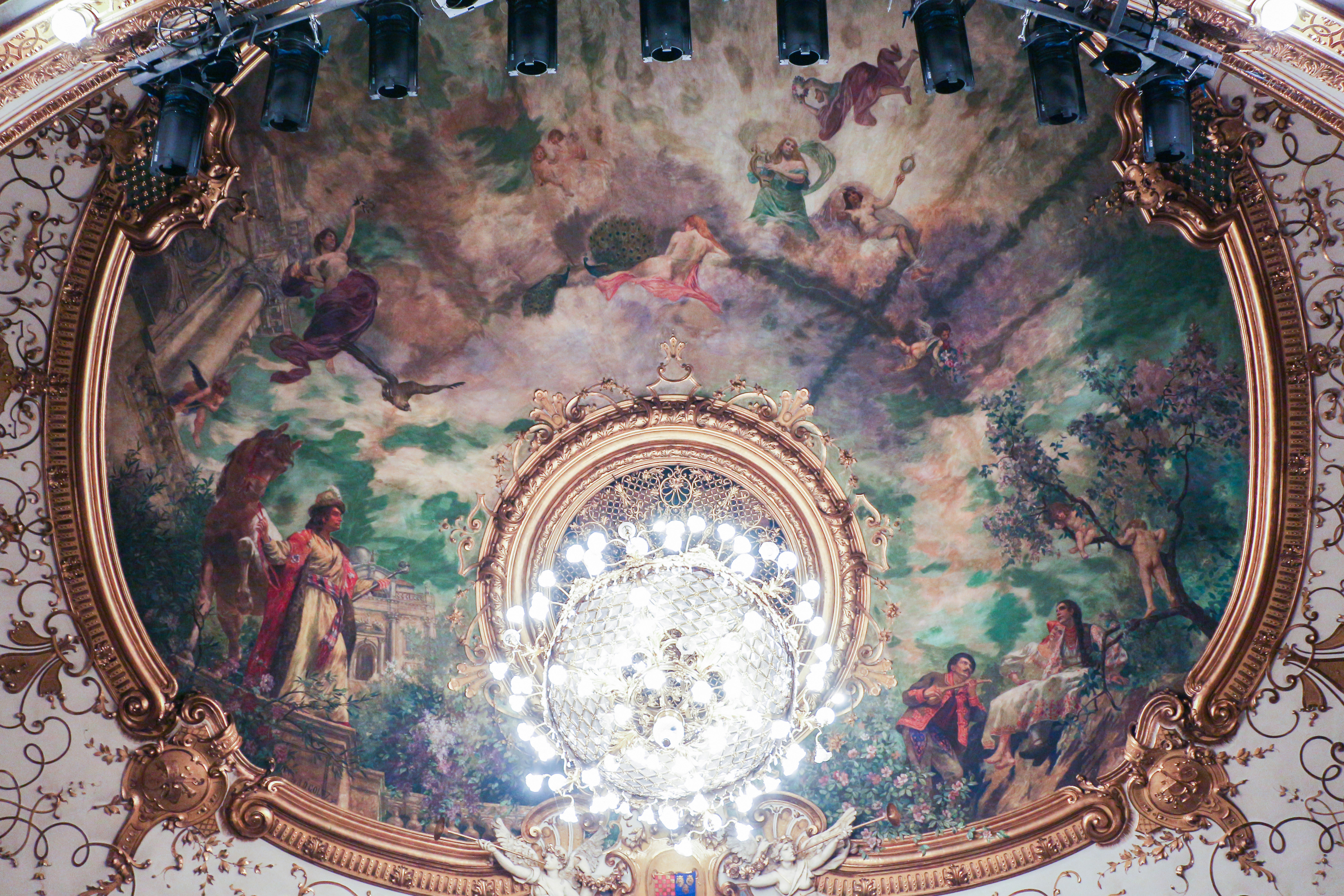
Deckendetail